# Mirapecten cranmerorum
Mirapecten cranmerorum is een tweekleppigensoort uit de familie van de Pectinidae. De wetenschappelijke naam van de soort is voor het eerst geldig gepubliceerd in 1986 door Waller.